# Kreuzigungstriptychon (Rogier van der Weyden)
Das Kreuzigungstriptychon von Rogier van der Weyden entstand etwa in der Zeit zwischen 1440 und 1445 und befindet sich im Kunsthistorischen Museum in Wien.

## Geschichte
Der ursprüngliche Aufstellungsort der Altartafel ist nicht bekannt. Ebenso ungeklärt ist die Identität des Stifterpaares.
Dendrochronologische Untersuchungen ergaben als frühestes mögliches Fälldatum die Zeit um 1431; wahrscheinlich ist ein Fälldatum um 1437. Holz muss vor der weiteren Präparation und Benutzung als Bildträger zum Trocknen gelagert werden. Die Einschätzung der Lagerungszeit variiert zwischen den einzelnen Forscherpositionen, was unterschiedliche Datierungen des Kreuzigungstriptychons vom Anfang bis zu Mitte und Ende der 1440er Jahre zur Folge hat.
1659 wird das Objekt im Inventar der Abteilung „Mahlerey von Teutsch und Niederlaendischen Mahleren“ der Kunstsammlung des Erzherzogs Leopold Wilhelm als Nr. 13 geführt.

## Bildmotiv
Auf der Mitteltafel des Triptychons befindet sich inmitten einer Landschaft, an deren Horizont Jerusalem zu erkennen ist, der verstorbene Jesus am Kreuz. Links darunter versucht sein Lieblingsjünger Johannes, Jesu Mutter Maria zu stützen, die niedergesunken ist und das Kreuz umklammert – eine Geste, die auf Tafelbildern der Zeit oftmals mit Maria Magdalena verbunden ist. Rechts neben dem Kreuz befinden sich, in bemerkenswerter Nähe zu dieser Szene, die knienden und betenden Stifter des Bildes. Die trauernde Maria Magdalena ist auf dem linken Flügel abgebildet. Als Attribut hält sie ein Salbgefäss in der Hand. Ihr gegenüber auf der rechten Flügelseite steht die heilige Veronika mit dem Schweißtuch, auf dem sich das Abbild Jesu zeigt. Die beiden Frauen stehen hier für zwei zentrale Begriffe der christlichen Religion: Maria Magdalena verkörpert das Mitleid, während Veronika für die Anbetung steht. Die Engel nehmen diese Bedeutungen in ihren Haltungen auf.